# Шевченково (Малобурлукский сельсовет)
Шевченково (укр. Шевченкове) — село, Малобурлукский сельский совет, Великобурлукский район, Харьковская область Украина.
Код КОАТУУ — 6321483007. Население по переписи 2001 г. составляет 346 (149/197 м/ж) человек.

## Географическое положение
Село Шевченково находится на левом берегу реки Великий Бурлук, вытянуто вдоль русла на 2,5 км, выше по течению в 3-х км расположено село Малый Бурлук, ниже — примыкает село Михайловка.

## История
- 1700 — дата основания.

## Название
В 1920-х — начале 1930-х годов в области прошла «волна» переименований значительной части населённых пунктов, в «революционные» названия — в честь Октябрьской революции, пролетариата, сов. власти, Кр. армии, социализма, Сов. Украины, деятелей «демократического и революционного движения» (Т. Шевченко, Г. Петровского) и новых праздников (1 мая и других) Это приводило к путанице, так как рядом могли оказаться сёла с одинаковыми новыми названиями — например, Первое, Второе и просто Шевченково.

## Экономика
- В селе при СССР были молочно-товарная ферма (МТФ), машинно-тракторные мастерские (МТС).